# Léraba (rivière)
Pour les articles homonymes, voir Léraba.
La Léraba est une rivière d'Afrique occidentale qui coule au Burkina Faso.

## Géographie
Elle prend sa source à Diali et devient frontalière du Mali à l'ouest de Koloko puis frontalière de la Côte d'ivoire à l'est de Zégoua et se jette à la rive droite du Comoé au sud-ouest de Mangodara.